# Rien Broere

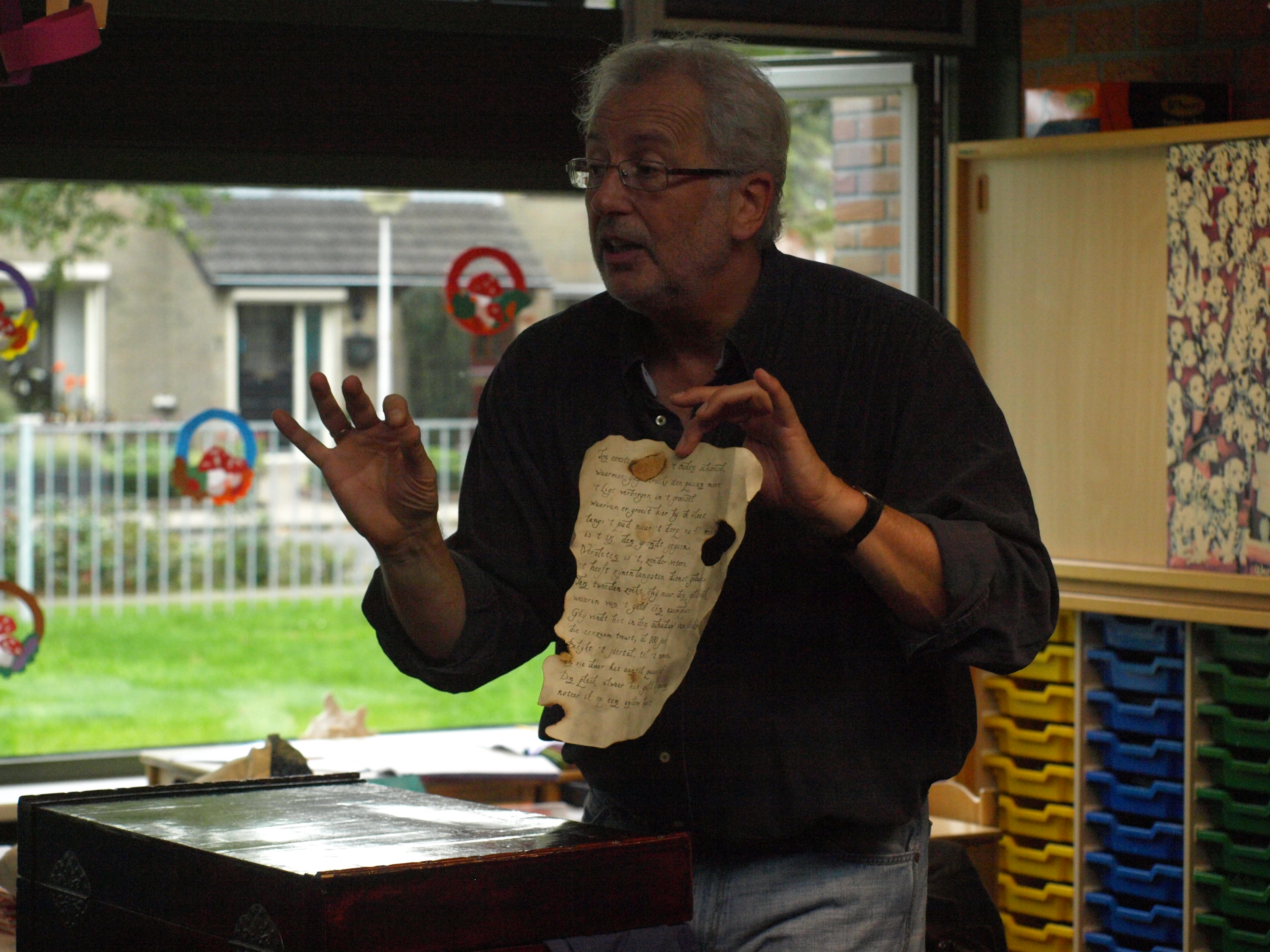
Rien Broere, 2011

Rien Broere (Roosendaal, 2 augustus 1953) is een Nederlandse schrijver van romans en kinderboeken.
Broere bracht zijn jeugd door in het West-Brabantse Roosendaal. Na de middelbare school ging hij naar de pedagogische academie. In 1974 vertrok hij naar Den Haag, waar hij acht jaar werkte als onderwijzer aan een basisschool in de Schilderswijk. In 1982 verhuisde hij naar Almere, waar hij directeur werd van een basisschool. Al vanaf het begin dat hij in het onderwijs werkte, hield Broere zich bezig met schrijven; aanvankelijk waren dat vooral cabaretteksten.
In 1987 verscheen zijn debuutroman Illusies bij uitgeverij De Harmonie in Amsterdam. In totaal verschenen vijf romans bij deze uitgever Naast het genoemde Illusies, publiceerde hij De opgraving (1989), Meesterwerk met brief (1991), Een hand op het graf van Massaro (1994) en De voorstelling (1998).
In 1991 koos hij definitief voor het schrijverschap. Samen met zijn gezin (vrouw, twee zoons) keerde hij terug naar zijn geboorteplaats. Vanaf die tijd ging Broere naast romans ook jeugdboeken schrijven. Inmiddels zijn er ruim 130 kinderboeken van hem verschenen. Een groot deel hiervan schreef hij in opdracht van educatieve uitgeverijen Malmberg, Zwijsen ,
ThiemeMeulenhoff, Cego (België), Van In (België)] voor basisscholen, maar ook bij De Harmonie, De Eenhoorn en Clavis zijn en worden jeugdboeken van hem gepubliceerd.
Ter gelegenheid van het 40-jarig bestaan van de Nederlandse Vereniging van Mytyl- en Tyltylscholen in 1997 schreef hij De blauwe vogel (uitgegeven door Het Verboden Rijk), een bewerking tot kinderboek van het bekende toneelstuk van Maurice Maeterlinck.
De serie van elf Hartenboeken (1997) die hij samen met de Vlaamse illustratrice Ann De Bode maakte, is inmiddels wereldwijd in twaalf talen in tweeëntwintig landen verschenen. Hiermee vormen de Hartenboeken een van de meest succesvolle series in het buitenland van de afgelopen jaren. Het elfde boek in deze serie - Eerst water...!" - gaat over de gevolgen van ernstige brandwonden en de behandeling ervan. De uitgave is mede tot stand gekomen dankzij het Greet Rouffaer Huis in Antwerpen.
Het boek Een onzichtbare plaaggeestover een jongen met DCD verscheen in 2011.
Inmiddels (2018) heeft Rien Broere meer dan 130 boeken en boekjes op zijn naam staan. Veel van zijn kinderboeken vormen series. Zo verscheen bij uitgeverij De Eenhoorn de reeks de Verlegenstraat (5 delen), en bij uitgeverij Clavis de serie Juf & co (5 delen).
(titels: De juf die buitenspelen als huiswerk opgaf; Het verhaal van de griezel en de raadselachtige verdwijningen; De dag dat Jodocus B. zijn paard wilde leren fluiten; Probeer dat maar eens uit te leggen, juf en Een vuurvliegje met een verlengsnoer).
In de zomer van 2014 verscheen bij uitgeverij Clavis het grappige Kwakbollen en kuitenbijters, een bundel met 30 komische (voorlees)verhalen over piraten, voor kinderen van 5 - 8 jaar.
Najaar 2015 verscheen bij uitgeverij De Eenhoorn het boek van aap, een boek voor beginnende lezers, als opvolger van het boek van big.
Bij uitgeverij Clavis verscheen dat najaar het vijfde deel van de serie Juf & co: Een vuurvliegje met een verlengsnoer.
In 2017 is bij uitgeverij De Eenhoorn 'het boek van bas' verschenen, deel 3 in de serie 'het boek van ...'